# ओ़
Cette page contient des caractères spéciaux ou non latins. S’ils s’affichent mal (▯, ?, etc.), consultez la page d’aide Unicode.
ओ़, appelé o nukta, est une voyelle de l’alphasyllabaire devanagari utilisé dans l’écriture du bahing, du lhomi, du khaling et du thulung (en). Elle est composée d’un o ‹ ओ › et d’un point souscrit.

## Utilisation
En bahing écrit avec l’orthographe devanagari de 2008, le o nukta représente une voyelle mi-fermée postérieure non arrondie , par exemple :
- ‹ लो़ː’आ › [ˈglɤːʔa] « brûlé » ;
- ‹ सो़पो़रो़ › [ˈsɤpɤˌrɤ] « poumon » ;
- ‹ सो़ता › [ˈsɤta] « séché » ;
- ‹ सो़गो़लो़ › [ˈsɤgɤˌlɤ] « séché ».

Le o nukta est utilisé dans l’écriture du khaling avec l’orthographe de la SIL.

## Représentations informatiques
L’o nukta peut être représenté avec les caractères Unicodes suivant :
- décomposé

| formes     | représentations | chaînes de caractères | points de code | descriptions                                                |
| ---------- | --------------- | --------------------- | -------------- | ----------------------------------------------------------- |
| pleine     | ओ़               | ओ◌़                    | U+0913 U+093C  | lettre devanagari o, symbole devanagari noukta              |
| dépendante | ो़                | ◌ो◌़                    | U+094B U+093C  | diacritique voyelle devanagari o, symbole devanagari noukta |

## Sources
- (en) Guillaume Jacques, Aimée Lahaussois, Dhan Bahadur Rai et Yadav Kumar, Khaling-Nepali-English verb dictionary, Version 1.0, coll. « ANR HimalCo project », 15 décembre 2015 (lire en ligne)
- (en) Maureen Lee, « Issues in Bahing orthography development », Himalayan Linguistics, vol. 10, no 1,‎ 2011, p. 227-252 (lire en ligne)
- (en) « Lhomi dictionary », sur Webonary.org (consulté le 6 avril 2022)
- (en) « Khaling dictionary », sur Webonary.org (consulté le 2 avril 2022)